# The Sweet Escape
The Sweet Escape es el segundo álbum de estudio de la cantante estadounidense Gwen Stefani, publicado por primera vez el 1 de diciembre de 2006 por la compañía Interscope Records. Tras haber pensado inicialmente volver con la banda No Doubt después de su álbum debut solista, Love. Angel. Music. Baby. (2004), Stefani decidió grabar un segundo disco como una forma de publicar parte del material sobrante de las sesiones de LAMB. La portada fue tomada por la fotógrafa Jill Greenberg, la cual está inspirada por el personaje Elvira Hancock, interpretada por la actriz estadounidense Michelle Pfeiffer en la película Scarface (1983).
The Sweet Escape obtuvo comentarios variados de los críticos; en el sitio Metacritic obtuvo una puntuación de 58 sobre 100. Los especialistas criticaron la similitud con Love. Angel. Music. Baby., por lo que argumentaron que en este disco había menos talento y que no había evolucionado desde su predecesor. No obstante, elogiaron algunas canciones como «Yummy», que fue catalogada por diversos críticos como lo mejor del álbum. Desde el punto de vista comercial, ocupó los cinco primeros puestos en Australia, Canadá, Estados Unidos, Noruega y Nueva Zelanda.
Como parte de la promoción se publicaron cinco sencillos comerciales: «Wind It Up», «The Sweet Escape», «4 in the Morning», «Now That You Got It» y «Early Winter». Sumado a ello, la cantante se embarcó en su segunda gira musical The Sweet Escape Tour, que recorrió América del Norte, Europa, Asia y Oceanía.

## Concepción

### Antecedentes
| No creo que haga otro disco como solista, aunque no puedo predecir nada. Realmente me dan ganas de regresar a No Doubt después de estas experiencias como solista. ——Gwen Stefani. |

Después del lanzamiento de su álbum debut, Love. Angel. Music. Baby., Stefani anunció que tenía la intención de regresar a No Doubt y grabar un sexto álbum de estudio con la banda. Tras el éxito comercial de LAMB, decidió publicar varios temas restantes del álbum como un EP o como pistas adicionales de un DVD. Sin embargo, Pharrell Williams, con quien había trabajado en «Hollaback Girl», convenció a la cantante de crear una «segunda parte de LAMB», y ambos grabaron varias canciones durante las sesiones en Miami, Florida, en julio de 2005.
Stefani y Pharrell produjeron «Wind It Up», «Girl Orange County», «U Started It», «Breakin Up», «Yummy» y «Candyland» durante estas sesiones, y las canciones fueron utilizadas para un desfile de la colección de línea de moda de Stefani, L.A.M.B. (2006). La artista incluyó las interpretaciones de «Wind It Up» y «Orange County Girl» cuando se embarcó en el Harajuku Lovers Tour, en octubre de 2005. Stefani puso en suspenso el proyecto cuando descubrió que estaba embarazada, pero regresó al estudio en agosto de 2006. En una entrevista, la cantante comentó sobre el álbum: «El álbum es sorprendentemente distinto del anterior. Lo empecé a grabar en el 2005 antes de que naciera Kingston y evolucionó mucho durante el último año. El sonido dance es muy actual. Es moderno, no es muy retro». Inicialmente el álbum se titularía Candyland, pues comparte su nombre con un tema inédito que solo ha sido incluido en la banda sonora del desfile. Sin embargo, fue cambiado a  The Sweet Escape, el título de la segunda pista, para enfatizar en los temas del álbum de querer escapar a una vida mejor.

### Portada del álbum
Jill Greenberg realizó la portada de The Sweet Escape. Esta fue parte de una serie de imágenes promocionales tomadas por Greenberg, inspirada en su anterior exposición End of Times. Para crear End of Times, Greenberg dio piruletas a niños pequeños pero los tomó después de varios minutos, lo que provocó estallidos emocionales. Greenberg utilizó las imágenes como una representación de la sociedad y la política estadounidense. La fotógrafa fue acusada de abuso de menores por las fotos tomadas; Stefani, sin embargo, comentó: «No creo [que eso sea] "abuso infantil". Solo pensé: "Esto es hermoso". Cada niño llora. Otras personas reaccionaron como "Oh Dios mío. Esto es perturbador" o "Eso es muy triste". Supongo que eso es lo que trata el arte. Se supone que te hace pensar».
La aparición de Stefani en la portada del disco está inspirado en el personaje Elvira Hancock, una adicta a la cocaína interpretada por la actriz estadounidense Michelle Pfeiffer en la película Scarface (1983). Stefani primero ganó la inspiración para el estilo mientras filmaba el vídeo musical de «Cool» en Lago de Como, Italia. Durante la sesión, Stefani vio a su compañero de la banda No Doubt, Tony Kanal y su novia, que tenía un «largo y durazno vestido de poliéster [del estilo de finales de los '70]». Fue este vestido que Stefani pensó «sobre Michelle Pfeiffer y cómo increíblemente lucía [en Scarface]», que a su vez se inspiró para la portada. Las gafas de sol utilizadas han sido diseñadas para representar su «exterior protegido», y las otras imágenes simbolizan sus distintas emociones.

## Recepción crítica
En términos generales, The Sweet Escape obtuvo comentarios variados de los críticos musicales. En el sitio Metacritic, que asigna una clasificación normalizada de 100 a las opiniones de los críticos, el álbum recibió una puntuación de 58, basada en 24 reseñas, lo que indica «comentarios variados». Bill Lamb de About.com explicó que el problema con las canciones no es tanto que son asombrosamente malos. «Por el contrario, es su incapacidad para mantener el interés en el oyente». Stephen Thomas Erlewine de Allmusic escribió: «Entre la producción forzada y el fetiche con la moda, pasando por la decisión de rapear demasiado durante la mayor parte del álbum, nada del dance pop aparenta ser más que una fachada». La crítica de Alex Miller para NME fue más enfática; en ella, describió el álbum como un «género para el cajón de rebajas de este año» y declaró que «en su mayoría, solo sirve para ocultar todo lo que Gwen Stefani tiene de única». Catherine Neal de Yahoo! afirmó que con The Sweet Escape, «Stefani aún mantiene su propia música y ritmo, mientras experimenta nuevos sonidos». No obstante, Phil Dotree de la misma publicación fue crítico en su reseña, al comentar que «es interesante al notar que este es el tipo de álbum que los niños de esta generación se avergonzarán al admitir que solían gustar[lo] en unos cinco años, es una nueva calidad [...] de estupidez que es imperdonable, dado que el trabajo de Stefani con No Doubt era respetable. Los ritmos son perezosos [...] y el rap es espantoso. Finalmente, este CD de pop sin valor te hará sentir sucio, pegajoso y aburrido». El sitio web Samesame.com.au dijo que es un gran disco, pero sugirió que se empiece a escucharlo desde la pista dos. En una crítica más positiva, Emily Codik de Duke Chronicle alegó que las pistas ofrecen una amplia gama de sonidos, y «Stefani origina diferentes géneros y ofrece un "dulce escape" de otros álbumes pop en el mercado». Andy Battaglia de The A.V. Club indicó que «se trata del típico álbum que mezcla los mejores aspectos de la música de fiesta de piscina de los años '80 y de esos temas jadeantes que hacen retumbar los automóviles». Michael Fraiman de Cinema Blend sostuvo que el álbum no es exactamente inteligente, pero realmente no necesita serlo.
Una de las cosas que los revisores criticaron fue su similitud con Love. Angel. Music. Baby. De este modo opinó Sal Cinquemani de la revista Slant, que señaló «la historia probablemente ve a The Sweet Escape como una nueva versión del bien recibido álbum debut de Stefani, pero comparte la inconsistencia general de ese álbum y, así, sus cumbres y valles». En su reseña, Rob Sheffield de Rolling Stone acordó, y lo vio como su «su precipitado regreso» a la música que carece de la energía de L.A.M.B. y en el cual «ella suena agotada». Jon Pareles de The New York Times comentó que Stefani «vuelve a reservar algunos de los mismos productores y repite algunos de los trucos viejos con menos talento», y agregó que «la superficialidad es más divertida cuando no lo consigue tan quejosa». Caroline Sullivan no estuvo de acuerdo en su crítica para The Guardian, en la que afirmaba que si bien algunas de las canciones remontan a las sesiones de 2003 de L.A.M.B, «generalmente The Sweet Escape se siente mentolado [y] fresco». Quentin B. Huff de PopMatters, sin embargo, se refirió a The Sweet Escape como un relanzamiento de L.A.M.B y describió este disco y al predecesor como «el mismo álbum, solo tienes que añadir más rap, una brillante foto Next Top Model para la portada y algunas más influencias de sonidos recientes». John Murphy de musicOMH finalizó diciendo que The Sweet Escape no es un disco terrible, pero señaló que el problema es «que en los dos años transcurridos desde L.A.M.B. no parece haber evolucionado en absoluto».

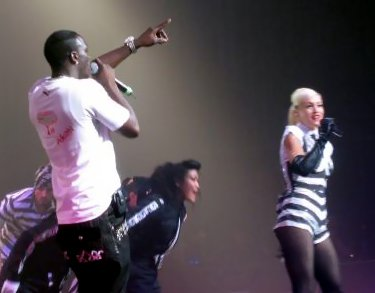
Stefani y Akon en la presentación de «The Sweet Escape», en la gira The Sweet Escape Tour.

Sin embargo, a pesar de las comparaciones con su álbum predecesor, algunos críticos elogiaron algunas canciones, como es el caso de Chuck Arnold de la revista People, quien destacó a «Yummy», y la describió como «deliciosa» y que encuentra a «Stefani en su gloria de chica-B». Asimismo, Norman Mayers de Prefixmag nombró a «U Started It» y la pista adicional «Candyland» como las mejores del disco. Amanda Murray de Sputnikmusic finalizó su reseña recomendando: «Eliminen todo excepto "The Sweet Escape", "Early Winter" y "4 in the Morning" y pon "Wonderful Life" en una repetición interminable». Spence D. de IGN señaló que «Early Winter» «sigue siendo uno de los números más inquietantes e hipnóticos de repetidas escuchas». Asimismo, nombró a «Wind It Up», «The Sweet Escape» y «Wonderful Life» como las más destacadas y recomendó descargarlas. El sitio Kidzworld sostuvo que Stefani reinventó su imagen y sonido para este disco, y calificó a «Wind It Up», «The Sweet Escape», «Early Winter», «Yummy», «Fluorescent» y «Don't Get It Twisted» como las «pistas ardientes» del disco. Sin embargo, no fue así con el sitio Buzz Sugar, que admitió que «4 in the Morning» era una de las pistas más decepcionantes en el disco. Por otro lado, «Now That You Got It», «Yummy», «Don't Get It Twisted», «The Sweet Escape» y «Wind It Up» fueron calificadas como lo mejor del álbum por la revista The Magazine.

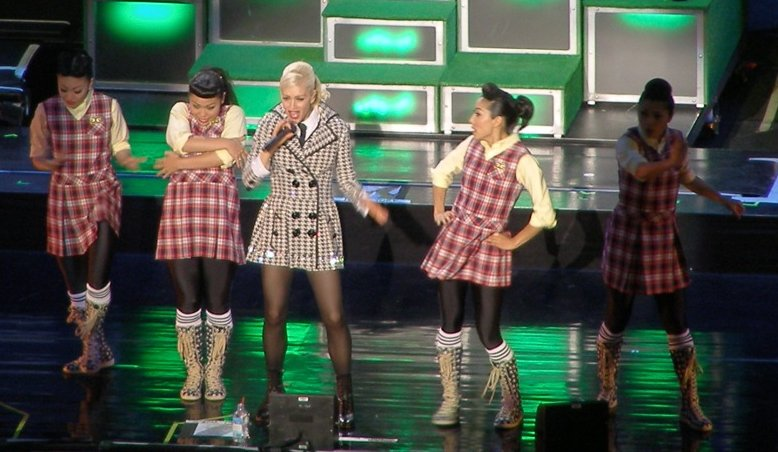
Stefani interpretando «Wind It Up», el primer sencillo del disco, en la gira The Sweet Escape Tour.

En una reseña de la revista Entertainment Weekly, Sia Michel dijo que el álbum «tiene una sensación sorprendentemente malhumorada, ligeramente autobiográfica» pero que «Stefani no es convincente como una diva insatisfecha».  Lolo Rodríguez de Jenesaispop le otorgó una puntuación de 5 sobre 10, y sentenció que era «ininteligible, incomprensible e inescuchable». Mark Pytlik de Pitchfork Media describió las rarezas del álbum como un riesgo para la carrera de Stefani, donde la mayoría de «las canciones pop ceden algún grado de pago» pero que la apretada planificación de Stefani durante la producción del álbum deja el resultado «en algún lugar entre la vanguardia y lo insípido». Paul Flynn de The Observer, sin embargo, lo caracterizó como menos interesante que The Dutchess de Fergie y Loose de Nelly Furtado. Greg Dona de AbsolutePunk respondió negativamente al álbum, y dijo que «The Sweet Escape muestra el punto del gran fracaso». Por otro lado, John Murphy de musicOMH criticó la producción de The Neptunes, quien dijo que con The Neptunes, «un disco de Gwen Stefani nunca es aburrido escuchar. Pero como con su álbum debut, hay momentos peligrosamente que vienen de cruzar esa línea de "peculiar e interesante" a "ridículamente irritante"». Por el contrario, Norman Mayers del sitio Prefixmag dijo que «la colaboración produce algunos de los trabajos más aventureros de The Neptunes en años». John Robb de Playlouder dijo que el álbum rezuma irracionalidad. Charles Merwin de la revista Stylus le dio una calificación de «C-» y concluyó: «Nadie escucha a Gwen Stefani para escuchar su rap. O cantar una balada de energía sentimental. De hecho, si hay una canción de Gwen que no se puede describir juntando dos (o más) géneros, sugeriría saltando totalmente. Por suerte para ella (y Interscope y Pharrell), hay aquí lo suficiente para alimentar a la bestia». Por otro lado, el autor Khal del sitio web Rock the Dub le dio cinco puntos de diez, y concluyó su reseña: «Al final del día, hay demasiadas tonterías y pretensiones en esta colección. Tienes la sensación de que no solo es Gwen no tratando de volver al estilo musical de No Doubt, sino que está tratando de ser la cultura-camaleón de la generación». Spence D. de IGN no quedó conforme del todo con el disco, y explicó que «The Sweet Escape nunca suena como un álbum, sino más bien un conjunto disperso de lados B, rarezas, grandes éxitos que nunca fueron o tomas falsas de Love. Angel. Music. Baby. Tomado como canciones separadas, cada pista en este documento puede ser a veces vertiginoso, mágico y lleno de un sentido de musicalidad que drásticamente carece gran parte del mercado pop de hoy. Sin embargo, tomados por completo, las más recientes de Stefani llegan como poco más que una distracción sónica, el insuficiente flujo transitorio de canción a canción que hizo su debut como un cautivador escuchar de principio a fin». Finalmente, le dio una calificación de 6,9 de 10. Por último, Lucy Davies de la BBC comentó: «Todo esto y un bebé. No está mal».

## Recepción comercial
Comercialmente, The Sweet Escape recibió una recepción moderada en el mundo. El álbum vendió 243 000 copias en los Estados Unidos durante su primera semana, por lo que debutó en el puesto número tres del Billboard 200. Vendió otras 149 000 copias en su segunda semana, y cayó al número catorce. Para el 2009 ya había vendido 1,7 millones de copias según Nielsen SoundScan. El 28 de julio de 2023, la Recording Industry Association of America (RIAA) certificó al álbum con dos discos de platino, por vender dos millones de copias en los Estados Unidos. De igual manera, en Canadá, el material se posicionó en el número tres del Canadian Albums Chart, y la Canadian Recording Industry Association (CRIA) lo certificó con disco de platino antes del lanzamiento del álbum, y finalmente, el 5 de marzo de 2007, lo condecoró con doble disco de platino. Por otro lado, en México no obtuvo una buena recepción, pues ocupó la posición treinta y nueve, en la semana del 26 de mayo de 2007.
En Europa, obtuvo una baja recepción comercial. En el Reino Unido, The Sweet Escape debutó en el número veintiséis, el 16 de diciembre de 2006, con 33 632 unidades comercializadas en su primera semana. Tres meses después, el 7 de marzo de 2007, llegó a su máxima posición, en el número catorce. A las tres semanas de su lanzamiento, el 22 de diciembre de 2006, la British Phonographic Industry (BPI) lo certificó con disco de oro. Por otro lado, obtuvo una buena recepción en Noruega, donde alcanzó el número cinco y fue certificado con disco de oro, y Grecia y Suiza, que ocupó el ocho en ambas naciones. Por último, alcanzó las treinta primeras posiciones en los países de Alemania, Austria, Dinamarca, Finlandia, Hungría, Irlanda, Polonia y Suecia. En donde sí obtuvo un buen recibimiento comercial fue en Australia y Nueva Zelanda. En el primero, permaneció dos semanas consecutivas en el puesto número dos, por lo que fue certificado con dos discos de platino por la Australian Recording Industry Association (ARIA). En el segundo país, ocupó el cuarto lugar de la lista, el 30 de julio de 2007, y la Recording Industry Association of New Zealand (RIANZ) le otorgó un disco de platino, el 17 de junio del mismo año. Finalmente, en Japón, ocupó el séptimo puesto de la lista Oricon, y fue condecorado con disco de platino, dado por la Recording Industry Association of Japan (RIAJ).

## Promoción

### Sencillos
«Wind It Up», primer corte del álbum, fue lanzado el 31 de octubre de 2006. Recibió las duras reseñas de los especialistas de la música, que lo criticaron por carecer de una melodía, además de calificarlo como cursi. Sin embargo, obtuvo una buena recepción comercial. Alcanzó el puesto número seis en la lista Billboard Hot 100, como así también los cinco primeros lugares en Australia, Nueva Zelanda, los Países Bajos y el Reino Unido. Su vídeo musical fue dirigido por Sophie Muller, el cual cuenta con las bailarinas de la cantante, las Harajuku Girls. El segundo sencillo, «The Sweet Escape», fue publicado el 1 de enero de 2007. Obtuvo generalmente críticas variadas: fue comparada a los primeros trabajos de Madonna, como así también criticaron la participación de Akon en la canción. Comercialmente, fue un éxito en las listas. Llegó a la cima de Nueva Zelanda y la Unión Europea, y los cinco mejores lugares en países como Australia, la región Valona de Bélgica, Canadá, Francia, Hungría, Noruega, los Países Bajos y el Reino Unido. Joseph Kahn dirigió su vídeo musical, y Maryann Tenado de H.S.I. Productions lo produjo. Akon y las Harajuku Girls aparecen en él.
Interscope Records publicó «4 in the Morning» como el tercer sencillo de The Sweet Escape, el 22 de junio de 2007. Fue bien recibido por los especialistas. Bill Lamb de About.com la calificó como la mejor canción del disco, así como también felicitó su producción. Sin embargo, no fue así en las listas, pues solo ocupó el top 5 en la región Valona, Nueva Zelanda, Rumania y la Dance/Club Play Songs de Billboard. Sophie Muller dirigió su vídeo musical, el cual cuenta con Stefani acostada en una cama, angustiada y triste, mientras que en otras escenas se la ve en una bañera. Los dos últimos sencillos publicados del álbum, «Now That You Got It» y «Early Winter», recibieron reseñas generalmente positivas de los críticos. El primero fue descrito como contagioso, mientras que el segundo fue elogiado como el «momento más conmovedor de la carrera solista de Stefani hasta la fecha». Sin embargo, a pesar de las buenas reseñas, ambos temas no gozaron de una buena recepción comercial. El vídeo musical de «Now That You Got It» fue dirigido por The Saline Project y John Francis. Además, cuenta con el cantante Damian Jr. Gong Marley. Sophie Muller dirigió el de «Early Winter», el cual fue filmado en Milán, Praga y Budapest. Además, se utilizó el formato blanco y negro en la mayoría de las escenas.

### The Sweet Escape Tour
The Sweet Escape Tour fue la segunda gira musical de Stefani, y seguido del Harajuku Lovers Tour (2005). Recorrió todo el mundo, en comparación con su anterior gira, que había sido limitado solo a América del Norte y tenía más del doble de presentaciones. Fue el último trabajo de Stefani como solista cuando regresó a su banda No Doubt tras finalizar la gira. La característica principal fue el uso de una diversa utilería, como una prisión para el acto de apertura de Stefani, una banda de seis piezas y una gran pantalla multimedia en el escenario mostrando vídeos y animaciones.
La gira tuvo su propia serie de controversias. Un grupo de estudiantes de la Unión Nacional de Estudiantes Musulmanes de Malasia, prohibió el concierto que Stefani daría en el Putra Indoor Stadium de Kuala Lumpur, Malasia, el 21 de agosto de 2007. Al respecto, el vicepresidente de la Unión, Abdul Muntaqim, dijo: «Su actuación y su atuendo no son adecuados para nuestra cultura. Promueve un cierto grado de obscenidad y animará a los jóvenes a imitar el estilo de vida occidental. El concierto debe cancelarse». Posteriormente, el organizador del evento, Maxis Communications, respondió: «Stefani ha confirmado que su concierto no contará con trajes reveladoras. Cumplirá con las directrices de las autoridades malasias para asegurar que su concierto no será ofensivo para las sensibilidades locales». En abril, Akon generó críticas por participar con la hija de un predicador de quince años de edad, en un baile provocador en el escenario de un club en Trinidad y Tobago, como parte de un concurso falso. Como resultado, el patrocinador de la gira, Verizon Wireless, decidió no auspiciarla.
Stefani donó 166 000 dólares de su concierto del 30 de octubre de 2007 en San Diego a la Fundación San Diego, en beneficio de las víctimas de los incendios forestales en California de octubre de 2007. En las presentaciones del 22 y 23 de junio en Irvine, California, Stefani estuvo acompañada en el escenario por sus compañeros de No Doubt. Interpretaron las canciones de la banda «Just a Girl», «Spiderwebs», «Sunday Morning», «Hella Good» y su versión de «It's My Life» de Talk Talk.

## Lista de canciones
| N.º | Título                         | Escritor(es)                                                           | Productor(es)                     | Duración |  |
| 1.  | «Wind It Up»                   | Gwen Stefani, Pharrell Williams, Richard Rodgers, Oscar Hammerstein II | The Neptunes, Mark «Spike» Stent* | 3:09     |  |
| 2.  | «The Sweet Escape^» (con Akon) | Stefani, Aliaune «Akon» Thiam, Giorgio Tuinfort                        | Thiam, Tuinfort                   | 4:06     |  |
| 3.  | «Orange County Girl»           | Stefani, Williams                                                      | The Neptunes*                     | 3:23     |  |
| 4.  | «Early Winter»                 | Stefani, Tim Rice-Oxley*                                               | Nellee Hooper, Stent^             | 4:44     |  |
| 5.  | «Now That You Got It»          | Stefani, Sean Garrett, Kaseem Dean                                     | Swizz Beatz, Garrett^             | 2:59     |  |
| 6.  | «4 in the Morning»             | Stefani, Tony Kanal                                                    | Kanal, Stent*                     | 4:51     |  |
| 7.  | «Yummy» (con Pharrell)         | Stefani, Williams                                                      | The Neptunes                      | 4:57     |  |
| 8.  | «Fluorescent»                  | Stefani, Kanal                                                         | Kanal, Stent*                     | 4:18     |  |
| 9.  | «Breakin' Up»                  | Stefani, Williams                                                      | The Neptunes                      | 3:46     |  |
| 10. | «Don't Get It Twisted»         | Stefani, Kanal                                                         | Kanal, Stent*                     | 3:37     |  |
| 11. | «U Started It»                 | Stefani, Williams                                                      | The Neptunes, Stent*              | 3:08     |  |
| 12. | «Wonderful Life»               | Stefani, Linda Perry                                                   | Hooper, Stent*                    | 3:58     |  |

| Pista adicional de iTunes Store |                                             |          |  |
| N.º                             | Título                                      | Duración |  |
| 13.                             | «Wind It Up» (Mezcla original de Neptunes)  | 3:08     |  |
| 14.                             | «Wind It Up» (Versión Harajuku Lovers Live) | 3:24     |  |

| Pistas adicionales internacionales |                                                                                                   |          |  |
| N.º                                | Título                                                                                            | Duración |  |
| 13.                                | «Wind It Up» (versión Harajuku Lovers Live)                                                       | 3:24     |  |
| 14.                                | «Orange County Girl» (Versión Harajuku Lovers Live – Video) (solo Reino Unido, Australia y Japón) |          |  |
| 15.                                | «Wind It Up» (versión Harajuku Lovers Live – Video) (solo Japón)                                  |          |  |

- (*) denota productor adicional
- (^) denota coproductor

## Posicionamiento en listas
| País (Lista 2006–07) | Mejor posición |
| -------------------- | -------------- |
| Alemania             | 17             |
| Australia            | 2              |
| Austria              | 18             |
| Bélgica Flandes      | 40             |
| Bélgica Valonia      | 42             |
| Canadá               | 3              |
| Dinamarca            | 23             |
| Estados Unidos       | 3              |
| Finlandia            | 15             |
| Francia              | 33             |
| Grecia               | 8              |
| Hungría              | 25             |
| Irlanda              | 16             |
| Italia               | 78             |
| Japón                | 7              |
| México               | 39             |
| Noruega              | 5              |
| Nueva Zelanda        | 4              |
| Países Bajos         | 35             |
| Polonia              | 29             |
| Reino Unido          | 14             |
| Suecia               | 19             |
| Suiza                | 8              |

| País (organismo certificador) | Certificación |
| ----------------------------- | ------------- |
| Alemania (BVMI)               | Oro           |
| Australia (ARIA)              | 2× Platino    |
| Canadá (CRIA)                 | 2× Platino    |
| Dinamarca (IFPI — Dinamarca)  | Oro           |
| Estados Unidos (RIAA)         | 2× Platino    |
| Hungría (Mahasz)              | Oro           |
| Japón (RIAJ)                  | Oro           |
| Noruega (IFPI — Noruega)      | Oro           |
| Nueva Zelanda (RIANZ)         | Platino       |
| Polonia (ZPAV)                | Oro           |
| Reino Unido (BPI)             | Oro           |
| Rusia (NFPP)                  | 2× Platino    |
| Suiza (IFPI — Suiza)          | Platino       |

| País (Lista 2006) | Posición |
| ----------------- | -------- |
| Mundo             | 37       |
| País (Lista 2007) | Posición |
| Alemania          | 71       |
| Australia         | 21       |
| Austria           | 58       |
| Bélgica Valonia   | 90       |
| Estados Unidos    | 15       |
| Francia           | 118      |
| Hungría           | 87       |
| Suiza             | 47       |
| Unión Europea     | 42       |

## Historial de lanzamientos
| País           | Fecha                  | Discográfica       |
| -------------- | ---------------------- | ------------------ |
| Alemania       | 1 de diciembre de 2006 | Universal Music    |
| Australia      | 1 de diciembre de 2006 | Universal Music    |
| Países Bajos   | 1 de diciembre de 2006 | Universal Music    |
| Francia        | 4 de diciembre de 2006 | Universal Music    |
| Reino Unido    | 4 de diciembre de 2006 | Polydor Records    |
| Estados Unidos | 5 de diciembre de 2006 | Interscope Records |
| Suecia         | 6 de diciembre de 2006 | Universal Music    |
| Italia         | 7 de diciembre de 2007 | Universal Music    |
| Japón          | 31 de enero de 2007    | Universal Music    |

## Créditos y personal
- Gwen Stefani: voz
- Akon: teclados, productor, programación y voz (2)
- Andrew Alekel: ingeniería (6, 8, 10)
- Angel Aponte: ingeniería adicional (5)
- Trinka Baggetta: coordinación A&R
- Matt Beck: guitarra (6)
- Yvan Bing: asistente de ingeniería (2)
- Stephen Bradley: saxofón barítono y trompeta (10)
- Julian Chan: ingeniería (8)
- Jolie Clemens: diseño de producción (dirección artística y diseño)
- Andrew Coleman: ingeniería (7, 11)
- Greg Collins: bajo (4); ingeniería (4, 6, 8, 10, 12); guitarra (6); productor vocal adicional (6, 10); ingeniero vocal adicional (11)
- Cindy Cooper: arte y coordinación de embalaje y fotografía
- Pete Davis: teclados adicionales y programación adicional (1, 4–6, 8, 10–12)
- Loren Dawson: teclados (5)
- Alex Dromgoole: asistente de ingeniería (1, 2, 4–6, 8–12); guitarra (8, 10); bajo (10)
- Bojan Dugic: ingeniería (2)
- David Emery: asistente de ingeniería (1, 2, 4–6, 8–12); guitarra (8)
- Ron Fair: productor de orquesta (1)
- Jason Finkel: asistente de ingeniería (11)
- Nicole Frantz: arte y coordinación de embalaje y fotografía
- Brian «Big Bass» Gardner: masterización
- Sean Garrett: voz y coproductor (5)
- Brian Garten: ingeniería (1, 3, 7, 9)
- Simon Gogerly: ingeniería (12)
- Mark «Exit» Goodchild: ingeniería (2)
- Scheila Gonzalez: clarinete, flauta y saxofón (10)
- Martin Gore: guitarra (12)
- Jill Greenberg: concepto de arte y fotografía
- Keith Gretlein: ingeniería (2)
- Hart Gunther: asistente de ingeniería (1, 3, 9)
- Richard Hawley: guitarra (12)
- Nellee Hooper: productor (4, 12)
- Jimmy Iovine: dirección A&R
- Neil Kanal: ingeniería y programación (6, 8, 10); teclados (10)
- Tony Kanal: teclados, productor y programación (6, 8, 10)
- Ryan Kennedy: asistente de ingeniería (7)
- Anthony LoGerfo: percusión (10)
- Aidan Love: programación (4)
- Tony Love: guitarra (2)
- Gabrial McNair: teclados (6, 8); barítono y trombón (10)
- Jonathan Merritt: ingeniería (8)
- Kevin Mills: ingeniería (2, 5); asistente de ingeniería (12)
- Colin Mitchell: ingeniería (6, 8, 10)
- Dror Mohar: asistente de ingeniería (6, 8, 10)
- Angelo Moore: saxofón (8)
- The Neptunes: productores (1, 3, 7, 9, 11)
- Ewan Pearson: programación (12)
- Pharrell: rap (7)
- Glenn Pittman: asistente de ingeniería (5)
- Mark Ralph: guitarra (4)
- Tim Rice-Oxley: teclados y piano (4)
- Kingston James McGregor Rossdale: sonidos de bebé (7)
- Ian Rossiter: asistente de ingeniería (4, 12)
- Mark «Spike» Stent: mezcla (1, 2, 4–6, 8–12); productor adicional (1, 4, 6, 8, 10–12)
- Swizz Beatz: productor (5)
- Talent Bootcamp Kids: voces adicionales (1)
- Phil Tan: mezcla (7)
- Steve Tolle: asistente de ingeniería (5)
- Rich Travali: mezcla (3)
- Giorgio Tuinfort: coproductor, teclados y programación (2)
- Mark Williams: dirección A&R

Fuentes: notas de The Sweet Escape, Allmusic y Discogs.